# Каширин, Иван Игнатьевич
Ива́н Игна́тьевич Каши́рин (9 апреля 1901, Москва — 29 сентября 1990, Москва) — советский актёр театра и кино.

## Биография
Иван Каширин родился 9 апреля 1901 года в простой семье рабочего в Москве. Учился сначала в коммерческом училище, затем, с 1929 по 1932 год, в Щукинском театральном училище. С 1932 года и до самой смерти (хотя из-за возраста после 1977 года не играл) — актёр театра Вахтангова.
Скончался 29 сентября 1990 года в Москве на 90-м году жизни.
Похоронен на Ваганьковском кладбище.

## Карьера

### Театр
За свою театральную карьеру (1924—1977) Иван Каширин сыграл более 100 второстепенных ролей, в том числе:
- 1924 — Лев Гурыч Синичкин — суфлёр
- 1926 — Зойкина квартира — поэт (премьера)
- 1927 — Барсуки — Максим Лызлов
- 1929 — Заговор чувств — 2-й жилец
- 1932 — Гамлет — администратор бродячей труппы
- 1932 — Егор Булычов и другие — Лаптев / Мокей Петрович Башкин (премьера)
- 1933 — Интервенция — матрос / Жув
- 1934 — Человеческая комедия — Кристоф
- 1937 — Человек с ружьём — Стамескин / матрос Дымов / молодой солдат
- 1939 — Ревизор — Степан Иванович Коробкин, отставной чиновник
- 1941 — Перед заходом солнца — Эббиш
- 1941 — Маскарад — игрок
- 1942 — Сирано де Бержерак — Бертранду / Бельроз
- 1942 — Олеко Дундич — Карпушин
- 1942 — Фронт — Шаяметов (премьера)
- 1944 — Гроза — Кулигин, мещанин
- 1950 — Первые радости — старик
- 1962 — Живой труп — половой в трактире
- 1963 — Принцесса Турандот — мудрец
- 1966 — Конармия — инвалид
- 1968 — На всякого мудреца довольно простоты — человек Мамаева
- 1971 — Антоний и Клеопатра — 1-й служитель
- 1977 — Ожидание — Чезаре

### Кино
За свою кино-карьеру (1948—1980) Иван Каширин сыграл 16 эпизодических ролей (из них 6 в фильмах-спектаклях), в том числе:
- 1948 — Мичурин — крестьянин
- 1953 — Егор Булычов и другие (фильм-спектакль) — Мокей Петрович Башкин
- 1957 — Коммунист — машинист паровоза
- 1959 — Аннушка — Лукич, сторож
- 1959 — Неподдающиеся — Иван Игнатьевич Ватагин, мастер цеха
- 1959 — Сверстницы — дядя Миша, официант (в титрах не указан)
- 1960 — Русский сувенир — сторож
- 1963 — Если ты прав… — Константин Лукич
- 1966 — Неуловимые мстители — машинист горящего паровоза
- 1968 — Портрет Дориана Грея (фильм-спектакль) — эпизод (в титрах не указан)
- 1971 — На всякого мудреца довольно простоты (фильм-спектакль) — человек Мамаева
- 1972 — Визит вежливости — эпизод
- 1975 — Конармия (фильм-спектакль) — инвалид
- 1975 — Мой дом — театр — зритель в театре (в титрах не указан)
- 1979 — Кот в сапогах (фильм-спектакль) — Дуб
- 1980 — Антоний и Клеопатра (фильм-спектакль) — служитель

## Награды
- Медаль «За трудовую доблесть» (16 декабря 1946)[1]